# Heliscus decipiens
Heliscus decipiens is een keversoort uit de familie Passalidae. De wetenschappelijke naam van de soort is voor het eerst geldig gepubliceerd in 1987 door Kuwert.